# 専門職短期大学

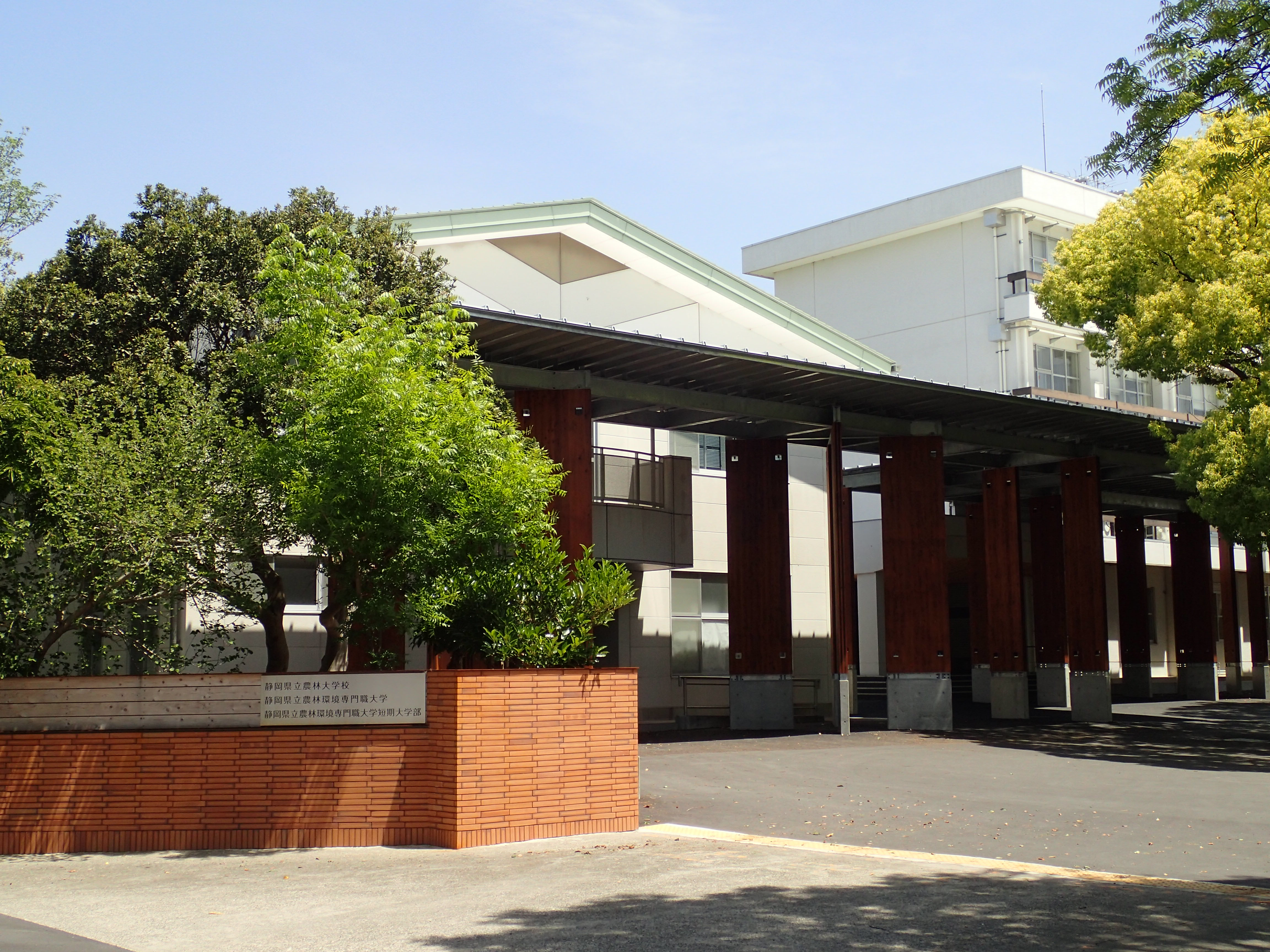
日本初の公立専門職短期大学である静岡県立農林環境専門職大学短期大学部

専門職短期大学（せんもんしょくたんきだいがく、英語: professional junior college）は、2017年の学校教育法の改正によって設けられた日本の職業大学。専門職大学短期大学部（せんもんしょくだいがくたんきだいがくぶ）ともいう。

## 概要

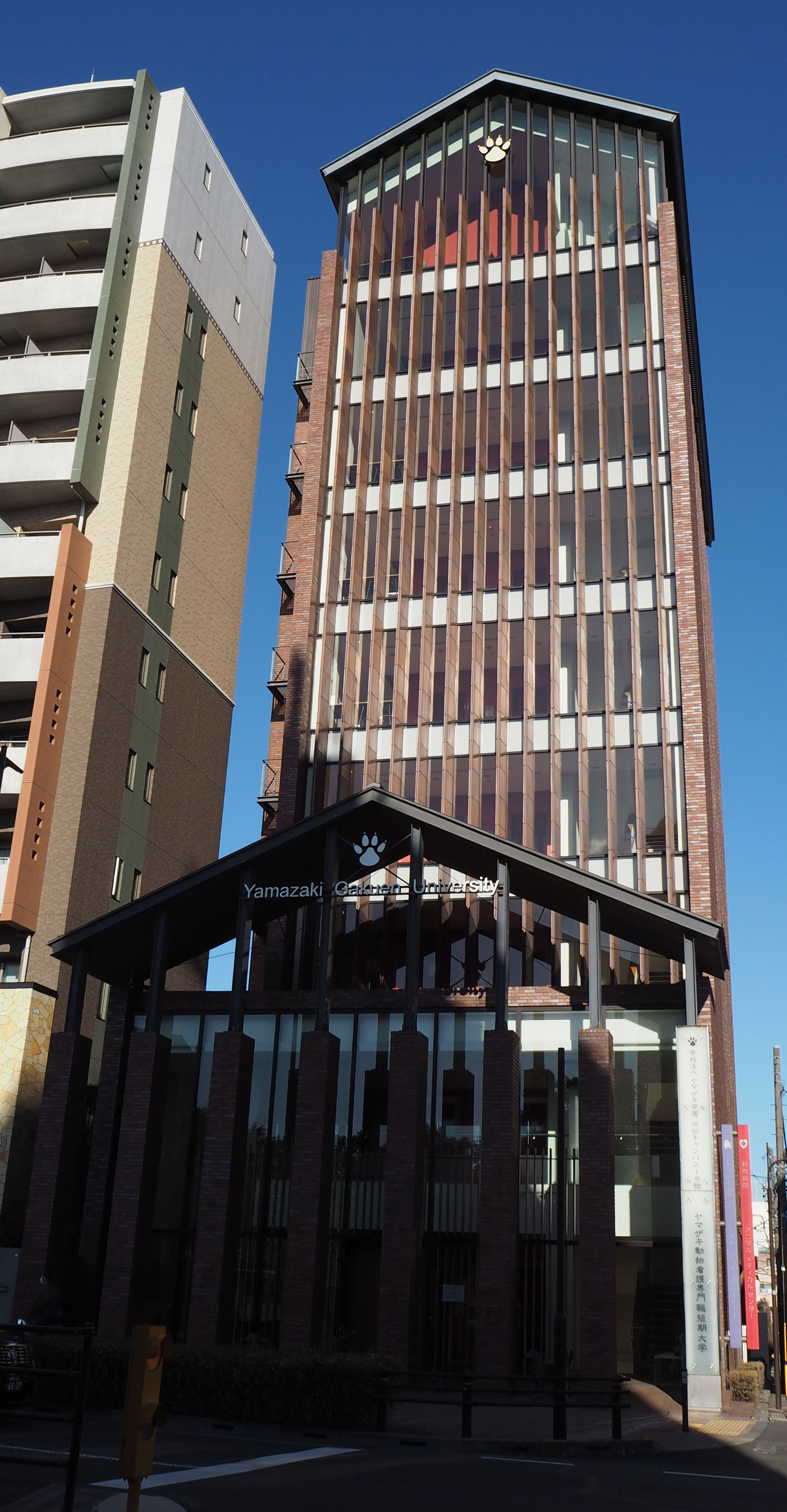
日本初の専門職短期大学であるヤマザキ動物看護専門職短期大学

大学の一種である短期大学のうち、「深く専門の学芸を教授研究し、専門性が求められる職業を担うための実践的かつ応用的な能力を育成することを目的とする」ものをいう。したがって、実習や実験等を重視した即戦力となりうる人材の育成を目指す目的で設置される。
通常の短期大学では、卒業により短期大学士の学位を取得できるが、専門職短期大学の卒業者は、「文部科学大臣の定める学位」が授与されることになっている。この学位は、「短期大学士（専門職）」と規定されており、大学によって「○○短期大学士（専門職）」などと称される。

## 専門職短期大学の一覧
| 区分 | 大学                                 | 学科                 | 設置年 | 授与される学位               |
| ---- | ------------------------------------ | -------------------- | ------ | ---------------------------- |
| 公立 | 静岡県立農林環境専門職大学短期大学部 | 生産科学科           | 2020年 | 農林業短期大学士（専門職）   |
| 私立 | ヤマザキ動物看護専門職短期大学       | 動物トータルケア学科 | 2019年 | 動物看護短期大学士（専門職） |
| 私立 | せとうち観光専門職短期大学           | 観光振興学科         | 2021年 | 観光短期大学士（専門職）     |

- 「設置年」は学科を設置した年である。
- 記載順序は文部科学省が公表した「専門職大学等一覧」に準じている[7]。

## 専門職短期大学設置の構想・計画が実現しなかったもの
| 区分 | 大学                             | 学科                               | 開設予定年(計画当時) |
| ---- | -------------------------------- | ---------------------------------- | -------------------- |
| 私立 | 大阪専門職短期大学               | フードクリエイト学科               | 2020年               |
| 私立 | 大阪調理専門職短期大学           | 食育学科                           | 2019年               |
| 私立 | 大阪保育専門職短期大学           | こども保育学科                     | 2020年               |
| 私立 | 日本歯科専門職短期大学           | 歯科衛生学科 昼間部・夜間部        | 2019年               |
| 私立 | 人間総合科学大学専門職短期大学部 | 食のプロデュース学科               | 2020年               |
| 私立 | 人間総合科学大学専門職短期大学部 | データビジネス学科                 | 2021年               |
| 私立 | 山形EV専門職短期大学             | 自動車整備系の学科（EV・HVの整備） | 2021年               |